# Pompejis sista dagar
Pompejis sista dagar (engelska: The last days of Pompeii) är en roman från 1834 av den engelske författaren Edward Bulwer-Lytton. Den skildrar det dekadenta romarriket under det första århundradet efter Kristus och ställer det i kontrast till andra kulturer, i synnerhet den grekiska antiken företrädd av huvudpersonen Glaucus, och kulminerar med Pompejis förstörelse i Vesuvius' utbrott år 79. Bulwer-Lytton blev inspirerad till att skriva boken efter att ha sett Karl Brjullovs målning Pompejis undergång i Milano.
Boken blev en stor internationell framgång och översattes till många språk. Den gavs ut på svenska 1835 och har nyöversatts flera gånger. Den är förlaga till ett stort antal bearbetningar för scen, film och TV. Den amerikanske konstnären Randolph Rogers gjorde skulpturen Den blinda Nydia efter en figur i romanen.

## Bearbetningar i urval
- 1858: Jone, opera med musik av Errico Petrella och libretto av Giovanni Peruzzini
- 1913: Pompejis sista dagar, italiensk film i regi av Mario Caserini och Eleuterio Rodolfi
- 1926: Gli ultimi giorni di Pompeii, italiensk film i regi av Carmine Gallone och Amleto Palermi
- 1936: Pompejis sista dagar, amerikansk film i regi av Ernest B. Schoedsack och Merian C. Cooper
- 1950: Pompejis undergång, fransk-italiensk film i regi av Marcel L'Herbier och Paolo Moffa
- 1959: Gli ultimi giorni di Pompei, italiensk film i regi av Mario Bonnard och Sergio Leone
- 1984: The last days of Pompeii, TV-miniserie i regi av Peter R. Hunt